# Складано-ножева перевибірка
У статистиці склада́но-ножева́ переви́бірка (англ. jackknife) — це методика перевибірки, особливо корисна для оцінки дисперсії та зсуву. Складано-ножевий метод передував іншим звичним методам перевибірки, таким як натяжковий. Складано-ножеву оцінку параметра знаходять послідовним винятком кожного зі спостережень з набору даних і обчисленням оцінки без нього, з наступним усередненням всіх таких оцінок. Для заданої вибірки розміру {\displaystyle N} складано-ножеву оцінку знаходять обчисленням середнього значення всіх підвибірок розміру {\displaystyle N-1}.
Складано-ножеву методику розробив Моріс Кенуй (фр. Maurice Quenouille) у 1949 та 1956 роках. Джон Тьюкі 1958 року розширив цю методику та запропонував назву «складано-ножева» (англ. jackknife), оскільки, як і реальний складаний ніж, вона є простим та доступним інструментом, який може зімпровізувати розв'язок для широкого ряду задач, хоча конкретні задачі й може бути розв'язано ефективніше за допомогою інструментів, розроблених спеціально для них.
Складано-ножева перевибірка є лінійним наближенням натяжкової.

## Оцінка
Складано-ножеву оцінку параметра для знаходження його попередньо невідомого значення (скажімо, {\displaystyle {\bar {x}}_{i}}) можна знаходити оцінкою цього параметра для кожної з підвибірок за винятком i-того спостереження.
{\displaystyle {\bar {x}}_{i}={\frac {1}{n-1}}\sum _{j\neq i}^{n}x_{j}}

## Оцінка дисперсії
Із застосуванням складано-ножевої методики можна обчислювати оцінку дисперсії оцінки параметра.
{\displaystyle \operatorname {Var} _{\mathrm {(jackknife)} }={\frac {n-1}{n}}\sum _{i=1}^{n}({\bar {x}}_{i}-{\bar {x}}_{\mathrm {(.)} })^{2}}
де {\displaystyle {\bar {x}}_{i}} є оцінкою параметра на основі виключення i-того спостереження, а {\displaystyle {\bar {x}}_{\mathrm {(.)} }={\frac {1}{n}}\sum _{i}^{n}{\bar {x}}_{i}} є оцінкою на основі усіх підвибірок.

## Оцінка та виправлення зсуву
Складано-ножеву методику можна застосовувати для оцінювання зсуву оцінки, розрахованої над усією вибіркою. Скажімо, {\displaystyle {\hat {\theta }}} є обчисленою оцінкою досліджуваного параметра на основі всіх {\displaystyle {n}} спостережень. Нехай
{\displaystyle {\hat {\theta }}_{\mathrm {(.)} }={\frac {1}{n}}\sum _{i=1}^{n}{\hat {\theta }}_{\mathrm {(i)} }}
де {\displaystyle {\hat {\theta }}_{\mathrm {(i)} }} є досліджуваною оцінкою на основі вибірки з усуненим i-тим спостереженням, а {\displaystyle {\hat {\theta }}_{\mathrm {(.)} }} є усередненням цих оцінок «за виключенням одного». Складано-ножева оцінка зсуву оцінки {\displaystyle {\hat {\theta }}} задається як
{\displaystyle {\widehat {\text{Bias}}}_{\mathrm {(\theta )} }=(n-1)({\hat {\theta }}_{\mathrm {(.)} }-{\hat {\theta }})}
а результатна складано-ножева оцінка {\displaystyle \theta } з виправленим зсувом задається як
{\displaystyle {\hat {\theta }}_{\text{Jack}}=n{\hat {\theta }}-(n-1){\hat {\theta }}_{\mathrm {(.)} }}
Це усуває зсув в особливому випадку, коли зсув є {\displaystyle O(N^{-1})}, і до {\displaystyle O(N^{-2})} в інших випадках.
Це забезпечує оцінку виправлення зсуву, спричиненого методом оцінки. Зсунуту вибірку складано-ножева методика не виправляє.